# Crono delle Nazioni 2007
La Crono delle Nazioni 2007, ventiseiesima edizione della corsa e valida come evento dell'UCI Europe Tour 2008 categoria 1.1, si svolse il 21 ottobre 2007 su un percorso di 48,32 km. Fu vinta dall'ungherese László Bodrogi che giunse al traguardo con il tempo di 59'18", alla media di 48,89 km/h.

## Classifica (Top 10)
| Pos. | Corridore           | Squadra         | Tempo   |
| ---- | ------------------- | --------------- | ------- |
| 1    | László Bodrogi      | Crédit Agricole | 59'18"  |
| 2    | Raivis Belohvoščiks | Saunier Duval   | a 36"   |
| 3    | Stef Clement        | Bouygues Tél.   | a 2'13" |
| 4    | Jurij Krivcov       | AG2R Prévo.     | a 2'26" |
| 5    | Vladimir Gusev      | Discovery Ch.   | a 2'34" |
| 6    | Gustav Larsson      | Unibet.com      | a 2'53" |
| 7    | Matti Helminen      | DFL-Cyclingnews | a 2'57" |
| 8    | Thomas Voeckler     | Bouygues Tél.   | a 3'54" |
| 9    | Gregor Gazvoda      | Perutnina       | a 4'01" |
| 10   | Olivier Kaisen      | Predictor       | a 4'06" |